# (1020) Arcadia
(1020) Arcadia es un asteroide que forma parte del cinturón de asteroides y fue descubierto por Karl Wilhelm Reinmuth desde el observatorio de Heidelberg-Königstuhl, Alemania, el 7 de marzo de 1924.

## Designación y nombre
Arcadia recibió inicialmente la designación de 1924 QV.
Posteriormente se nombró por Arcadia, una región de la Antigua Grecia.

## Características orbitales
Arcadia orbita a una distancia media del Sol de 2,79 ua, pudiendo alejarse hasta 2,912 ua y acercarse hasta 2,668 ua. Su excentricidad es 0,04364 y la inclinación orbital 4,06°. Emplea en completar una órbita alrededor del Sol 1702 días.